# La Chapelle-Saint-Sulpice
La Chapelle-Saint-Sulpice is een gemeente in het Franse departement Seine-et-Marne (regio Île-de-France) en telt 171 inwoners (1999). De plaats maakt deel uit van het arrondissement Provins.

## Geografie
De oppervlakte van La Chapelle-Saint-Sulpice bedraagt 6,3 km², de bevolkingsdichtheid is 27,1 inwoners per km².
De onderstaande kaart toont de ligging van La Chapelle-Saint-Sulpice met de belangrijkste infrastructuur en aangrenzende gemeenten.

## Demografie
Onderstaande figuur toont het verloop van het inwonertal (bron: INSEE-tellingen).